# Movimiento de Izquierda Revolucionaria (Perú)

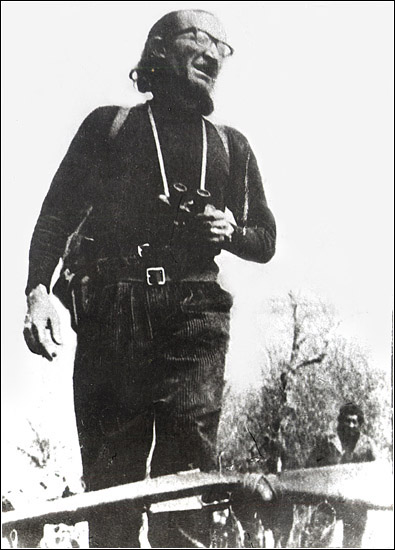
Luis de la Puente Uceda, líder y fundador del MIR (muerto en 1965).

El Movimiento de Izquierda Revolucionaria (MIR) fue un grupo guerrillero peruano de los años 1960 de orientación marxista-leninista e inspirado en la Revolución cubana, cuyo máximo líder y fundador fue Luis de la Puente Uceda.
Inicialmente el grupo fue fundado por Luis de la Puente Uceda y otros miembros como «Apra Rebelde». Tras la desarticulación del MIR, dicha organización se dividió en diversas facciones. De una de estas facciones, surge el Movimiento Revolucionario Túpac Amaru (MRTA), organización terrorista que actuó en las décadas de 1980 y 1990 y que se proclamó continuadora de las acciones del MIR.

## Orígenes
Durante las décadas de 1950 y de 1960, el APRA —originalmente un partido de izquierdas— da un giro político hacia el conservadurismo de derechas y muchos de sus militantes abandonan el partido. Una facción dirigida por Luis de la Puente Uceda se separa del APRA fundando el APRA Rebelde a finales de los años 1950. En 1962 esta agrupación pasaría a llamarse Movimiento de Izquierda Revolucionaria (MIR).
El MIR fue un movimiento de la denominada «nueva izquierda» al igual que el grupo Vanguardia Revolucionaria, que se caracterizaron por su crítica tanto al APRA como al Partido Comunista Peruano y por mantenerse alejado de los dos «faros de la revolución»: China y la Unión Soviética.
Inspirada en la lucha de la guerrilla revolucionaria influenciada por la revolución cubana y los Movimientos de Liberaciones Nacionales existentes en ese tiempo en varios países de América Latina, África y Asia el MIR organizaría a los focos guerrilleros como catalizadores de la revolución.

## Sucesos previos a la lucha guerrillera
Hubo una convención de activistas en Chiclayo, entre el 12 y 13 de marzo de 1962, en la que se decidió cambiar el nombre de Apra Rebelde a Movimiento de Izquierda Revolucionaria. La propuesta fue de Héctor Cordero.
En 1963, Fernando Belaúnde Terry gana las elecciones presidenciales. Su gobierno buscaba realizar una serie de reformas necesarias para solucionar los problemas primarios del Perú, pero estos no fueron suficientes o no surtieron efecto. La situación del campesinado era cada vez más irrisoria y la coalición APRA - UNO detuvo cualquier intento de hacer alguna reforma en el agro. Es en esa época que los movimientos campesinos y de izquierda se hacen más fuertes tanto en el campo como en la ciudad.
En ese mismo año, apareció el Ejército de Liberación Nacional (ELN), un grupo guerrillero que es rápidamente neutralizado por las fuerzas armadas, siendo la primera experiencia guerrillera en el Perú. 
En el año 1964, el fracaso de los intentos de reforma del gobierno y las sucesivas invasiones de tierras, algunas con enfrentamientos violentos entre campesinos y hacendados, llevaron a una situación incontenible que desencadenaría al año siguiente el inicio de la guerra de guerrillas por el MIR.
Cuadros importantes del MIR fueron: Ricardo Gadea, Walter Palacios, Guillermo Lobatón, Máximo Velando, Elio Portocarrero, Gonzalo Fernández Gasco, Enrique Amaya, Héctor Cordero, Paul Escobar, Antonio Meza, etc. Voz Rebelde fue su órgano de expresión.

## La lucha armada
En 1965 el MIR inicia sus acciones guerrilleras. Luis Felipe de La Puente Uceda recibió entrenamiento guerrillero en Cuba. Luego de volver, ideó la estructura del movimiento y los pasos a seguir para iniciar un proceso revolucionario.
De la Puente planeaba crear focos guerrilleros con unos pocos guerrilleros al principio y que atraerían al campesinado, para lo cual dividió su acción guerrillera en tres zonas de influencia:
- La guerrilla Manco Cápac en el Norte dirigida por Gonzalo Fernández Gasco.
- La guerrilla Pachacútec en el Sur liderada por Rubén Tupayachi Solórzano.
- La guerrilla Túpac Amaru en el Centro guiada por Guillermo Lobatón.

### Guerrilla Túpac Amaru
El 9 de junio de 1965, la guerrilla Túpac Amaru, compuesta por 60 guerrilleros, asaltó la mina Santa Rosa llevándose 22 cajones de dinamita, tomaron la hacienda Runatullo, y asaltaron los puestos de la guardia civil ubicados Andamarca y Santo Domingo de Acobamba, apoderándose de numeroso armamento.

El comandante Guillermo Lobatón, diría en su informe escrito fechado el 20 de junio de 1965:
“Nuestra primera acción salió como dibujada. Se hicieron mítines y repartos de víveres de los depósitos, así como en todo el camino en el camión que capturamos y que devolvimos en perfectas condiciones. Todo el día siguiente quedamos dueños de nuestra zona de influencia que es amplísima y comprende varios distritos y muchas comunidades.”
El 14 de junio, el mayor G.C Horacio Patiño Cruzatti al mando de una patrulla de 32 efectivos, recibió la misión de incursionar por el poblado de Púcuta y aniquilar a los subversivos. Sin embargo, esta tropa sería emboscada por la guerrilla Túpac Amaru en el paso Calla-Lacha de Yahuarina, muriendo 11 efectivos, y el resto fue tomado como rehenes, quienes fueron liberados poco después. El 19 de junio de 1965, las fuerzas armadas iniciaron la contrainsurgencia en Junín, tras numerosos choques armados y combates, la guerrilla sería totalmente aniquilada en enero de 1966. 

### Guerrilla Pachacútec

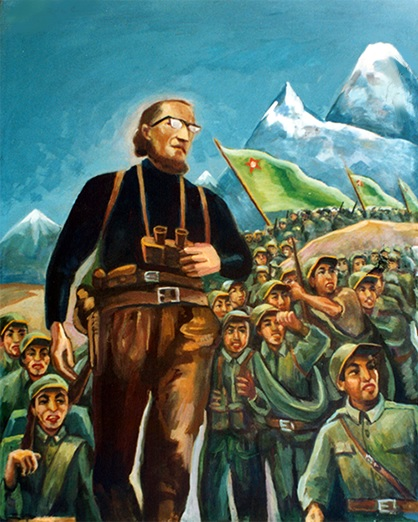
Pintura sobre Luis de la Puente Uceda y la revolución que llevaría a cabo.

Los guerrilleros, que se encontraban en pésimas condiciones en medio de la selva peruana, tuvieron que enfrentarse a las fuerzas armadas en numerosas oportunidades. Durante octubre, el ejército tomó la zona conocida como Mesa Pelada (Cuzco), y cercó a los guerrilleros. El 23 de octubre, los últimos guerrilleros al mando de Luis de la  Puente Uceda fueron asesinados por una patrulla militar en las inmediaciones de la hacienda Amaybamba.

### Guerrilla Manco Cápac
Durante diciembre de 1965, el ejército llegó a Ayabaca (Piura), y tomó algunos campamentos guerrilleros abandonados. El 30 de diciembre, el ejército comprobó que los miembros de la guerrilla Manco Cápac habían huido al Ecuador.

## Después de 1965
El fracaso militar del MIR tuvo una repercusión: su lucha y derrota provocó una reflexión en sectores jóvenes del Ejército los cuales, reconociendo los profundos orígenes sociales de la guerrilla, preveían los efectos de estas a futuro. Mejor armada y organizada, una futura rebelión procedente del campo sería imbatible; por ende, las Fuerzas Armadas debían atacar las causas de raíz para evitarla.
Fue esta la razón motriz del golpe militar del 3 de octubre de 1968, que depuso al gobierno democráticamente electo de Fernando Belaúnde Terry. El régimen de facto, autodenominado Gobierno Revolucionario de la Fuerza Armada, asumió un programa de corte socialista, antiimperialista y antioligárquico. Tras expulsar el 9 de octubre de 1968 a la International Petroleum Company, dueña de los yacimientos de petróleo en la costa norte del país, la Junta Militar, encabezada por Juan Velasco Alvarado, promulgó una radical reforma agraria que trajo por tierra, defitivamente, al sistema feudal en el campo heredado de la época colonial.
Estas medidas del régimen fueron en realidad dos victorias morales pero políticas del MIR, entre otras menos urgentes de los objetivos iniciales de su programa revolucionario.
En cuanto a la historia de los remanentes del partido, diezmado y desarticulado tras la derrota, fue una sucesión de conflictos y divisiones. En 1967 se produce la separación del MIR en diversas agrupaciones entre las cuales se encuentran: MIR-El Militante (MIR-EM), MIR-Voz Rebelde (MIR-VR) y MIR-IV Etapa (MIR-IV). Todas estas facciones reconocían el pensamiento de su fundador Luis de la Puente Uceda.
Durante la dictadura militar, las diferentes facciones del MIR siguieron fomentando la idea de la lucha revolucionaria. Sin embargo, durante las elecciones para la Asamblea Constituyente de 1979, el MIR-VR y el MIR-IV participan en ellas dentro de una coalición de partidos de izquierda llamada Unidad Democrática Popular (UDP), con lo que pasan a formar parte de la denominada «izquierda legal» y, con la UDP, pasan a formar parte de la coalición Izquierda Unida (IU), con la cual participan en varias elecciones durante la década de los años 1980.
Sin embargo, la fracción MIR-EM continuó con su discurso de la lucha armada, y en 1982 fundaría junto con el Partido Socialista Revolucionario-Marxista Leninista (PSR-ML) el Movimiento Revolucionario Túpac Amaru (MRTA). La participación de este grupo en el conflicto armado interno durante las décadas de 1980 y 1990, en paralelo a la insurrección desatada por la organización maoísta Sendero Luminoso, es aún evaluada y estudiada.